# 1911 en musique classique
| \| • Retour à la chronologie générale de la musique classique • \| |
| Grèce • Rome • Haut Moyen Âge • VIIIe siècle • IXe siècle • Xe siècle • XIe siècle XIIe siècle • XIIIe siècle • XIVe siècle • XVe siècle • XVIe siècle • XVIIe siècle XVIIIe siècle • XIXe siècle • XXe siècle • XXIe siècle |
| • Retour à la chronologie générale de la musique classique • |

| Années en musique classique : 1908 - 1909 - 1910 - 1911 - 1912 - 1913 - 1914    |
| Décennies en musique classique : 1880 - 1890 - 1900 - 1910 - 1920 - 1930 - 1940 |

## Événements

### Créations

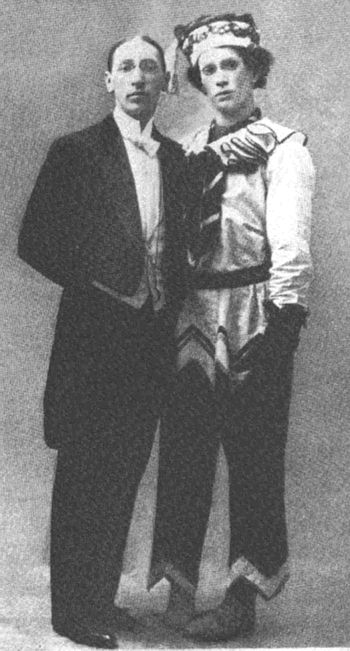
Stravinsky et Nijinsky en 1911.

- 16 janvier : Deuxième Sarabande pour piano d'Erik Satie, créé par Maurice Ravel, son dédicataire.

- 26 janvier : Le Chevalier à la rose, opéra de Richard Strauss, créé à Dresde sous la direction de Ernst von Schuch.
- 28 janvier : la Suite en fa dièse pour piano d'Albert Roussel, créée par Blanche Selva.
- 11 mars : Goyescas pour piano d'Enrique Granados, créées à Barcelone par le compositeur.
- 14 mars : Déjanire, opéra de Saint-Saëns, créé à Monte-Carlo sous la direction de Léon Jehin.
- 15 mars : Prométhée ou le Poème du feu d'Alexandre Scriabine, créé à Moscou sous la direction de Serge Koussevitzky.
- 3 avril : la Symphonie no 4 de Jean Sibelius, créée à Helsinki.
- 7 avril : la Symphonie no 2 de Karol Szymanowski est créée.
- 24 avril : les Quatre pièces pour violon et piano d'Anton Webern, créées à Vienne par Fritz Brunner et Atta Jonas-Werndorff.
- 8 mai : Valses nobles et sentimentales pour piano de Maurice Ravel, créées par Louis Aubert.
- 19 mai : L'Heure espagnole, de Ravel, créé à l'Opéra-Comique de Paris.
- 22 mai : Le Martyre de saint Sébastien, de Debussy.
- 24 mai : la Symphonie no 2, d'Elgar, créée à Londres.
- 13 juin : Petrouchka d'Igor Stravinsky, créé au Théâtre du Châtelet par les Ballets russes.
- 20 novembre : Das Lied von der Erde (Le chant de la terre) de Gustav Mahler.

Date indéterminée
- Béla Bartók compose l'opéra Le Château de Barbe-Bleue (créé en 1918).
- la Sonate pour violon et piano en la mineur de Sergueï Taneïev est écrite pour être jouée en tournée avec son ami Karel Hoffmann.
- Elsässisches Fahnenlied (hymne alsacien) est écrit par Emile Woerth.

### Autres
- 20 février : Gustav Mahler déjà malade, dirige son dernier concert à la tête de l'Orchestre philharmonique de New York.

## Prix
- Au Québec, création du Prix d'Europe
- En France, Paul Paray remporte le 1er Grand Prix de Rome

## Naissances

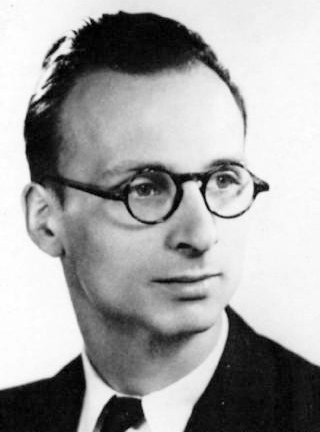
Jehan Alain, en 1938

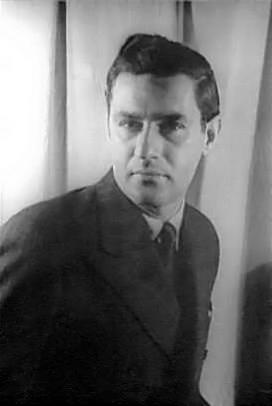
Gian Carlo Menotti

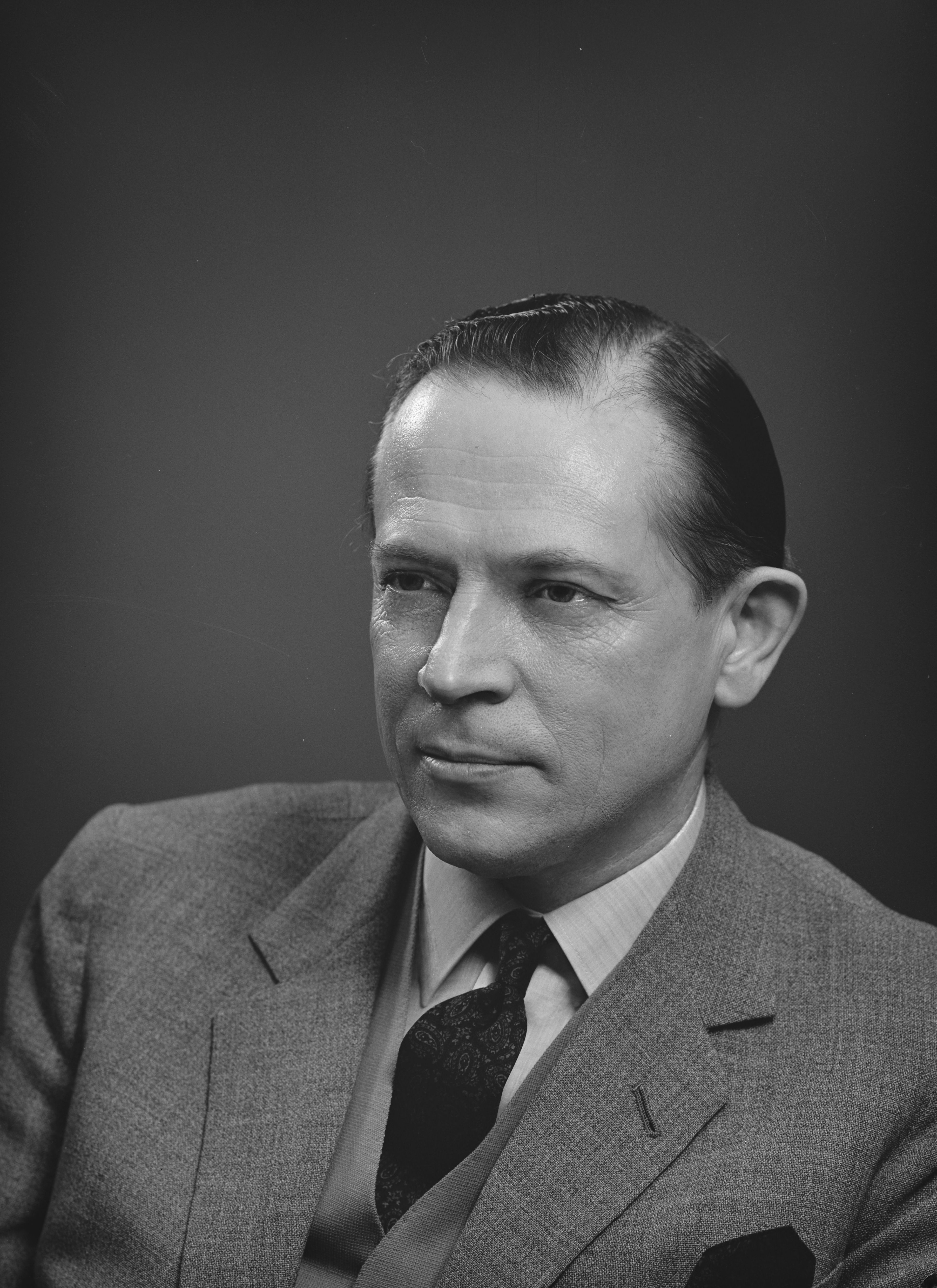
Erik Bergman

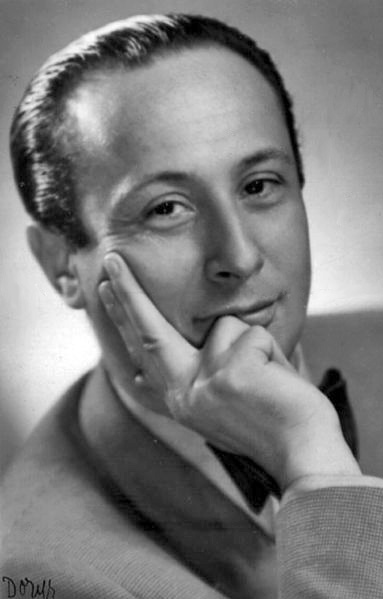
Władysław Szpilman

- 7 janvier : André Relin, compositeur et chef d'orchestre français († 12 septembre 2001).
- 22 janvier : Suzanne Danco, soprano belge († 10 août 2000).
- 24 janvier : Muir Mathieson, chef d'orchestre et compositeur écossais († 2 août 1975).
- 30 janvier : Marina Scriabine, musicologue et une compositrice française († 28 avril 1998).
- 2 février : Jean-Jacques Grünenwald, organiste, improvisateur, compositeur, professeur et architecte français († 19 décembre 1982).
- 3 février : Jehan Alain, organiste et compositeur français († 20 juin 1940).
- 5 février : Jussi Björling, chanteur d'opéra suédois († 9 septembre 1960).
- 25 février : Hansi Alt, pianiste, enseignante et compositrice autrichienne naturalisée américaine († 24 avril 1992).
- 27 février : Natalia Karp, pianiste et survivante de l'Holocauste († 9 juillet 2007 (à 96 ans))
- 8 mars : Alan Hovhaness, compositeur américain d'origine arménienne († 21 juin 2000).
- 9 mars : Clara Rockmore, joueuse de thérémine († 10 mai 1998).
- 13 mars : Kikuko Kanai, compositrice japonaise († 17 février 1986).
- 24 mars : Enrique Jordá, chef d'orchestre espagnol naturalisé américain († 18 mars 1996).
- 28 mars : Myfanwy Piper, critique d'art et une librettiste d'opéra anglaise († 18 janvier 1997).
- 31 mars : Elisabeth Grümmer, soprano allemande († 6 novembre 1986).
- 1er avril : Anne-Marie Ørbeck, pianiste et compositrice norvégienne († 5 juin 1996 (à 86 ans)).
- 5 avril : Rosario Mazzeo, clarinettiste américain († 19 juillet 1997).
- 13 avril : Nino Sanzogno, chef d'orchestre et compositeur italien († 4 mai 1983).
- 18 avril : Marcel Mercier, pianiste compositeur français († 1996).
- 21 avril : Leonard Warren, baryton américain († 4 mars 1960).
- 2 mai : Charles Bruck, chef d’orchestre franco-hongrois († 16 juillet 1995).
- 11 mai : Jeanne Behrend, pianiste, professeur de musique, compositrice et musicologue américaine († 20 mars 1988).
- 17 mai : André Jaunet, flûtiste suisse († 13 décembre 1988).
- 22 mai : Rafael Ferrer i Fitó, compositeur, violoniste et chef d'orchestre espagnol († 23 mars 1988).
- 26 mai : Maurice Baquet, violoncelliste, alpiniste, acteur de théâtre et de cinéma français († 8 juillet 2005).
- 29 mai : Charles Jay, compositeur et pédagogue français († 11 septembre 1988).
- 3 juin : Simone Couderc, cantatrice française († 16 novembre 2005).
- 10 juin :
  - Denes Agay, pianiste, compositeur et arrangeur hongrois († 24 janvier 2007).
  - Ralph Kirkpatrick, claveciniste américain († 13 avril 1984).
- 15 juin : Alfred Loewenguth, violoniste français († 11 novembre 1983).
- 22 juin : Michel Dens, baryton français († 19 décembre 2000).
- 2 juillet : Anja Ignatius, violoniste et professeur de musique finlandaise († 10 avril 1995).
- 3 juillet : Jean Fournier, violoniste et professeur de musique français († 9 juillet 2003).
- 4 juillet :
  - Franco Ferrara, chef d'orchestre italien († 6 septembre 1985).
  - Mitch Miller, musicien, chanteur, chef de chœur et producteur de musique américain († 31 juillet 2010).
  - Francesco Molinari-Pradelli, chef d'orchestre italien († 8 août 1996).
- 5 juillet : Henri Lebon, flûtiste français († 26 janvier 1976).
- 7 juillet : Gian Carlo Menotti, compositeur et librettiste américain d’origine italienne († 1er février 2007).
- 13 juillet : Beliana, artiste-peintre, musicienne et créatrice de bijoux française († 1992).
- 19 juillet : Simone Féjard, compositrice, pianiste et chef de chant française († 23 mai 2012).
- 28 juillet : Heinrich Bensing, chanteur d'opéra allemand († 30 décembre 1955).
- 29 juillet : Ján Cikker, compositeur slovaque († 21 décembre 1989).
- 13 août : Henri Dionet, clarinettiste classique français († 27 octobre 2006).
- 30 août : Štěpánka Jelínková, chanteuse soprano lyrique tchèque († 1996).
- 31 août : Ramón Vinay, heldentenor chilien († 4 janvier 1996).
- 1er septembre : Komei Abe, compositeur japonais († 28 décembre 2006).
- 19 septembre : Allan Pettersson, compositeur et altiste suédois († 20 juin 1980).
- 13 octobre : André Navarra, violoncelliste français († 31 juillet 1988).
- 5 novembre : Maria Stader, soprano suisse († 27 avril 1999).
- 14 novembre : Jésus Etcheverry, chef d'orchestre français († 12 janvier 1988).
- 24 novembre : Erik Bergman, compositeur finlandais († 24 avril 2006).
- 29 novembre : Camille Maurane, chanteur classique français († 21 janvier 2010).
- 3 décembre : Nino Rota, compositeur et chef d'orchestre italien († 10 avril 1979).
- 5 décembre : Władysław Szpilman, pianiste et compositeur polonais († 6 juillet 2000).
- 15 décembre : Wilhelm Schüchter, chef d'orchestre allemand († 27 mai 1974).
- 12 décembre : Stanley Bate, compositeur et pianiste britannique († 19 octobre 1959).
- 21 décembre : Paul Burkhard, compositeur suisse († 6 septembre 1977).
- 27 décembre : Endre Szervánszky, compositeur hongrois († 25 juin 1977).

Date indéterminée
- Max Goberman, chef d'orchestre et directeur musical († 31 décembre 1962).
- René Herbin, compositeur et pianiste français († 1er septembre 1953).

## Décès

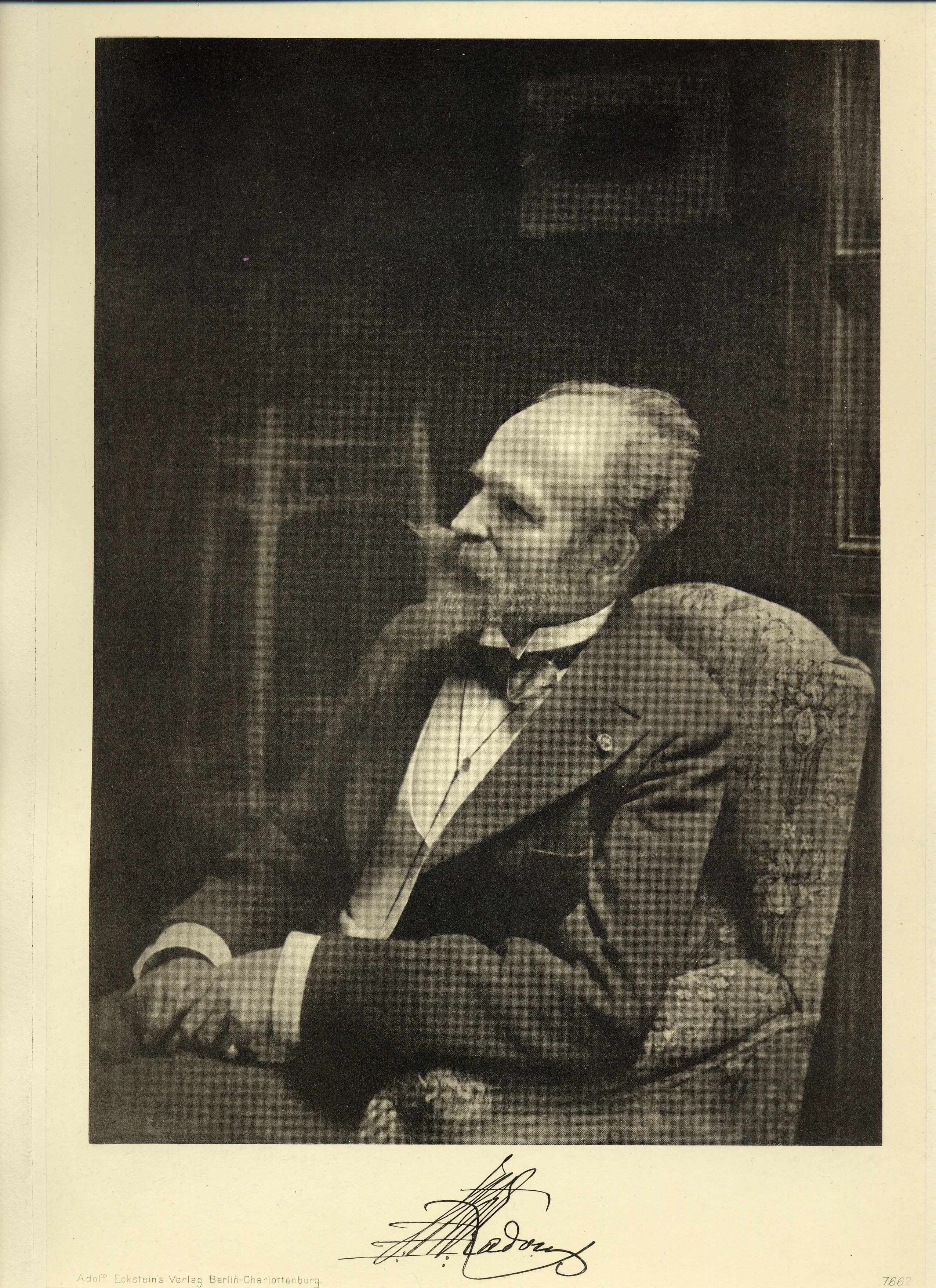
Jean-Théodore Radoux

- 11 janvier : Richard von Perger, chef d’orchestre et compositeur autrichien (° 10 janvier 1854).
- 21 février : Eugène Vast, organiste et compositeur français (° 4 juillet 1833).
- 2 mars : Charles Collin, organiste et compositeur français (° 20 novembre 1827).
- 20 mars : Jean-Théodore Radoux, compositeur, bassoniste et pédagogue belge (° 9 novembre 1835).
- 29 mars : Alexandre Guilmant, organiste et compositeur français (° 12 mars 1837).
- 15 avril : Wilma Neruda, violoniste moravienne (° 21 mars 1838).
- 17 mai : Constance Faunt Le Roy Runcie, pianiste, femme de lettres et compositrice américaine (° 15 janvier 1936).
- 18 mai : Gustav Mahler, compositeur autrichien (° 7 juillet 1860).
- 29 mai : William S. Gilbert, compositeur britannique (° 18 novembre 1836).
- 14 juin : Johan Svendsen, compositeur norvégien (° 30 septembre 1840).
- 2 juillet : Felix Mottl, chef d'orchestre et compositeur autrichien (° 24 août 1856).
- 30 juillet : Adolphe Deslandres, compositeur et organiste français (° 22 janvier 1840).
- 15 août : Cándido Candi, compositeur de musique religieuse et organiste espagnol (° 4 février 1844).
- 19 août : Alexandre Artus, compositeur français (° 27 novembre 1821).
- 5 octobre : Charles Malherbe, violoniste, musicologue, compositeur et éditeur de musique français (° 21 avril 1853).
- 16 novembre : Max Zenger, compositeur allemand (° 2 février 1837).
- 18 novembre : 
  - Louis Canivez, compositeur et chef d'orchestre belge (° 28 avril 1847).
  - Gustave Michiels, compositeur, violoniste et chef d'orchestre belge (° 20 août 1845).
- 23 novembre : Catalina Berroa, pianiste, professeur de musique et compositrice cubaine (° 28 février 1849).